# Pas du Sant
Der Pas du Sant oder Col du Pas du Sant ist ein 610 Meter hoher französischer Gebirgspass in der Montagne Noire. Er verbindet die Gemeinde Massaguel im West mit Escoussens im Osten und führt dabei über die D14 bzw. D60.

## Lage und Streckenführung
Der Pas du Sant liegt in der Montagne Noire, die den südlichsten Ausläufer des Zentralmassivs darstellt.
Die Nordostauffahrt von Escoussens ist 4,8 Kilometer lang und weist eine durchschnittliche Steigung von 7 % auf. Die ersten zwei Kilometer verlaufen entlang des Bernazobre, ehe die Straße deutlich steiler zu steigen beginnt. Die letzten 2,9 Kilometer weisen dabei eine Durchschnittssteigung von 10,2 % auf. Im oberen Abschnitt müssen drei Kehren durchfahren werden, ehe die Passhöhe an der Kreuzung aus D60 und D14 erreicht wird.
Die Nordwestauffahrt von Massaguel verläuft auf de deutlich weniger anspruchsvollen D14. Diese weist auf einer Länge von 8,2 Kilometern eine durchschnittliche Steigung von 4,2 % auf. Sie folgt dabei dem Ruisseau de Sant und erreicht maximale Kilometerschnitt von etwas mehr als 6 %.

## Radsport
Im Jahr 2025 führte die Tour de France im Rahmen der 15. Etappe erstmals über den Pas du Sant. Der Anstieg wurde dabei über die anspruchsvollere D60 erreicht, ehe es weiter auf den höheren Col de Fontbruno (880 m) ging. Die Bergwertung der 2. Kategorie wurde jedoch auf dem Pas du Sant abgenommen. Von der Bergwertung mussten noch rund 50 Kilometer absolviert werden, ehe das Ziel in Carcassonne erreicht wurde.
| Jahr | Etappe     | Bergwertung  | Fahrer         | Auffahrt      |
| ---- | ---------- | ------------ | -------------- | ------------- |
| 2025 | 15. Etappe | 2. Kategorie | Michael Storer | Nordost (D60) |